# Triodia amasinus
Triodia amasinus (лат.) — вид чешуекрылых насекомых из семейства тонкопрядов.

## Распространение
Известны из Турции, Венгрии, Румынии, Болгарии, Северной Македонии, Албании и Греции.
Другой источник (de Freina & Witt 1990) утверждает, что ареал простирается от южной части Балкан через Малую Азию до Курдистана и северного Ирана.

## Описание
Мелкие бабочки. Размах крыльев около 23 мм или, по другим данным, 23-25 мм. Окрашены в землистый цвет с вариациями от слегка желтоватого до тёмно-серовато-коричневого.
Самки заметно крупнее самцов и часто темнее.

## Биология
Обитают на сухих лугах. Взрослые особи летают в одном поколении с конца августа до конца сентября. Активны в основном на вечерней заре.